# Windleitblech

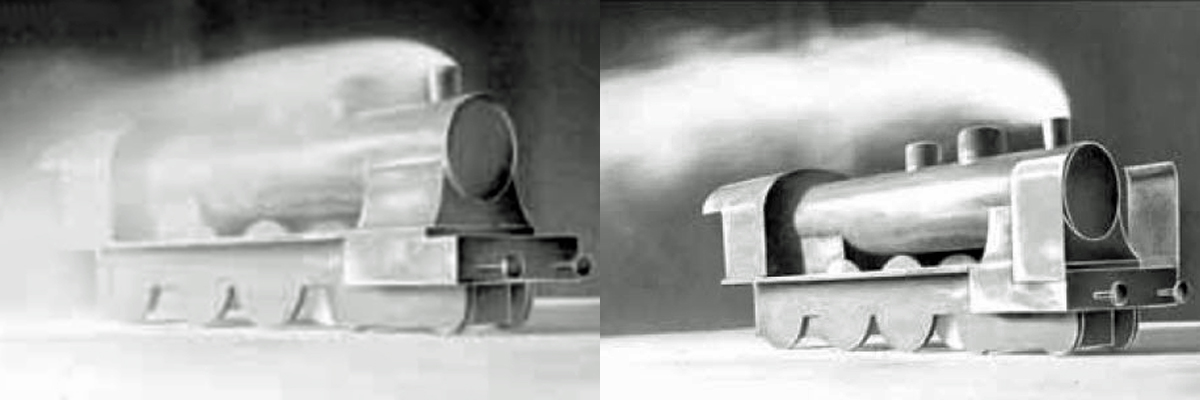
Bilder zur Windleitblech-Entwicklung der Aerodynamischen Versuchsanstalt aus den 1920er Jahren

Windleitbleche sind Ausrüstungsteile von Fahrzeugen der Eisenbahn.

## Dampflokomotiven

### Funktion
Sie dienen an Dampflokomotiven dazu, den Fahrtwind so zu beeinflussen, dass der aus dem vorn angeordneten Schornstein ausgestoßene Rauch der Feuerung und der Abdampf der Dampfmaschine von den Fenstern des Führerstandes weggelenkt wird. Zu diesem Zweck wurden die von Albert Betz an der Aerodynamischen Versuchsanstalt Göttingen entwickelten Windleitbleche beiderseits des Schornsteins parallel zum Langkessel angebracht. Die Verwendung von Windleitblechen ist sinnvoll, da ohne sie insbesondere bei Fahrgeschwindigkeiten über 80 km/h die Sicht des Lokpersonals auf die Strecke durch Rauch und Abdampf erheblich beeinträchtigt wird.

### Verwendung
Die Verbreitung von Windleitblechen an Dampflokomotiven war je nach Bahngesellschaft unterschiedlich. Sie wurden ab Mitte der 1920er Jahre häufig bei Lokomotiven der Deutschen Reichsbahn und der französischen SNCF verwendet. Später hat die Deutsche Bundesbahn ebenso wie die Deutsche Reichsbahn Windleitbleche bei Dampflokomotiven beibehalten.
Für die Lokomotiven mancher Bahngesellschaften gehörten Windleitbleche und ihre besondere Ausformung zu einem unverwechselbaren Erscheinungsbild. Beispielsweise hatten die Dampflokomotiven der Vorkriegs-Reichsbahn großflächige Bleche, die vom Kesselumlauf oberhalb der Räder bis unterhalb der Schornsteinhöhe aufragten und am oberen Rand einen Knick hatten, damit sie der Fahrzeugbegrenzungslinie folgen. Diese große, für die meisten Einheitslokomotiven so charakteristische Windleitblechbauart unterschied man seinerzeit noch in eine kleine, mittelgroße und große Unterbauart. Später wurden sie nach dem langjährigen Bauart-Dezernenten der Reichsbahn, Richard Paul Wagner, als Wagner-Windleitbleche bezeichnet, obwohl die Konstruktion nicht auf ihn zurückzuführen ist.
Friedrich Witte führte 1943 zusammen mit Professor Mölbert von der Universität Hannover Windkanalversuche mit der 52 2328 durch. Deren Ergebnis war das kleinere Witte-Windleitblech, welches nicht mehr bis zum Kesselumlauf oder gar zur vorderen Pufferbohle herabreichte. Das neue Windleitblech sparte erheblich Material bei zugleich verbesserter Streckensicht des Lokpersonals. Windleitbleche dieser Bauart wurden nach dem Krieg bei der DR und DB vielfach anstelle der größeren Wagner-Windleitbleche bei fabrikneuen oder umgebauten Dampflokomotiven angebracht und fanden in der Nachkriegszeit auch bei Bahnen im Ausland Anwendung.
Besondere Windleitbleche sollten die Dampflokomotiven der Baureihe 01.5 erhalten, welche nach vorne oben spitz zuliefen. Die sogenannten „Fledermausohren“ bewährten sich aber nicht, und es wurden stattdessen Leitbleche angebaut, die den Witte-Windleitblechen ähnlich waren.
Die Japanische Regierungseisenbahn führte ab Anfang der 1930er ebenfalls Windleitbleche ein. Neu gebaute sowie ältere Lokomotiven erhielten Windleitbleche, die den deutschen Wagner-Blechen ähnelten. In den 1950er wurden dann bei Maschinen der Klassen C57 und C11 Windleitbleche eingeführt, die den Witte-Blechen ähnelten und Montesu genannt wurden.
Bahngesellschaften in den USA, Südafrika und diversen europäischen Staaten führten in der Zwischenkriegszeit ebenfalls Windleitbleche ein, die den Wagner-Blechen ähnelten. Nach dem Krieg kamen teilweise auch kleinere, den Witte-Blechen ähnelnde Ausführungen zum Einsatz.
In mehreren osteuropäischen Ländern (Polen, Bulgarien) wurden die Windleitbleche auf dem Kessel direkt neben dem Schornstein angebracht, wie beispielsweise bei der PKP-Baureihe TKt48. Ähnliches gilt für viele stromlinienförmig verkleidete Dampflokomotiven, zum Beispiel der DR-Baureihe 01.10.

## Bildergalerie

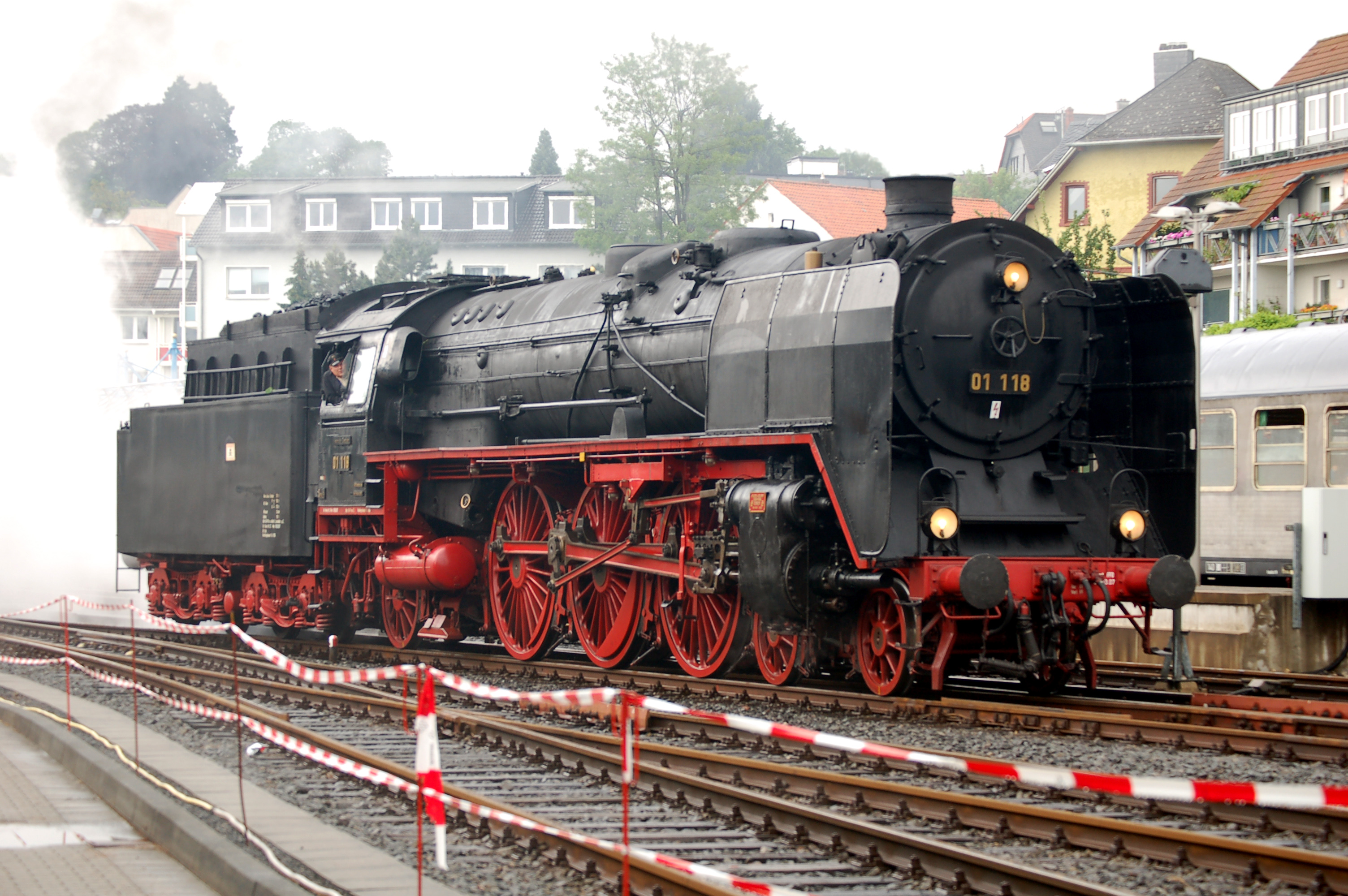
Deutsche Einheitslokomotive der Baureihe 01 mit Wagner-Windleitblechen
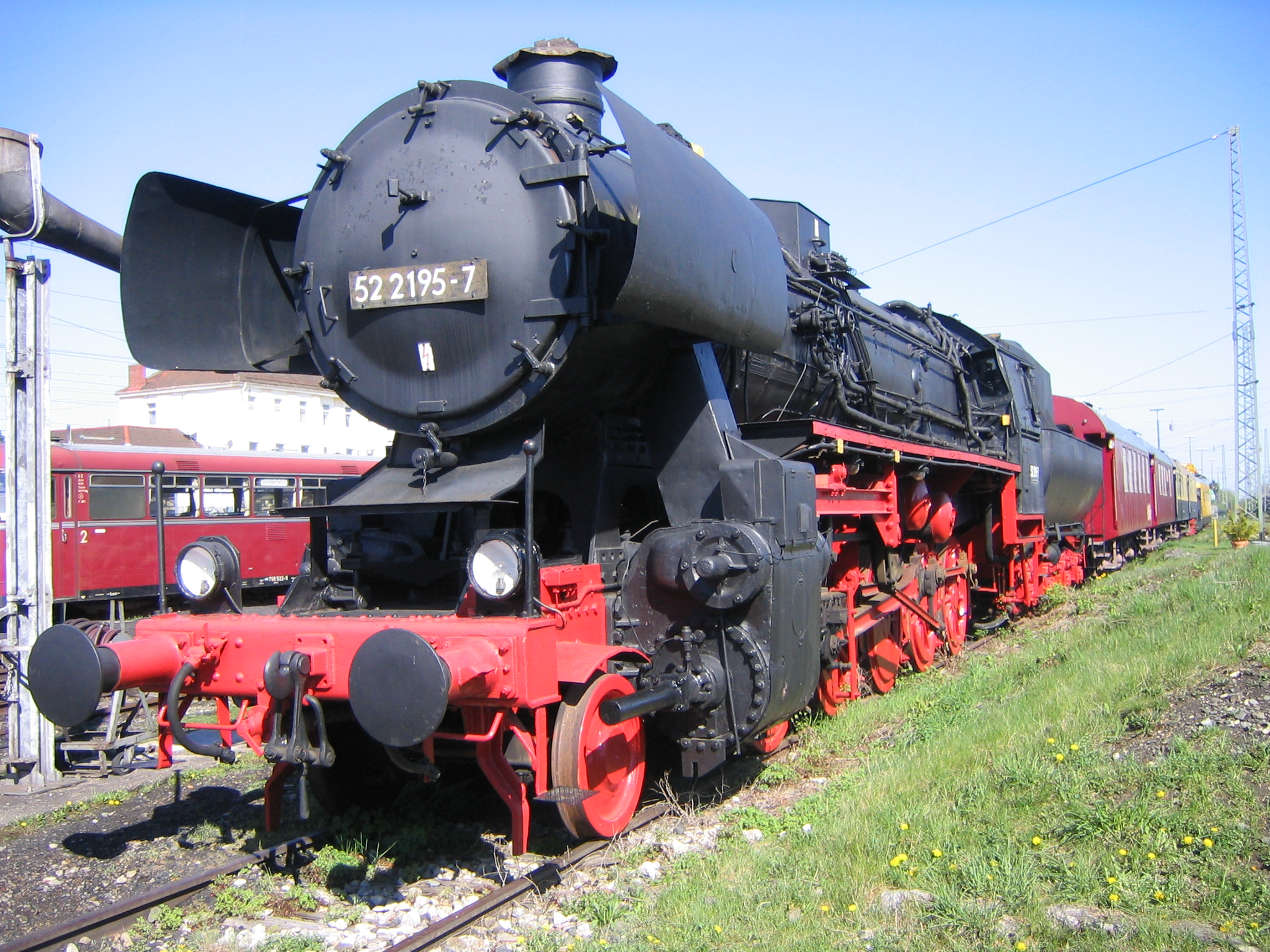
DR-Baureihe 52 mit Witte-Windleitblechen
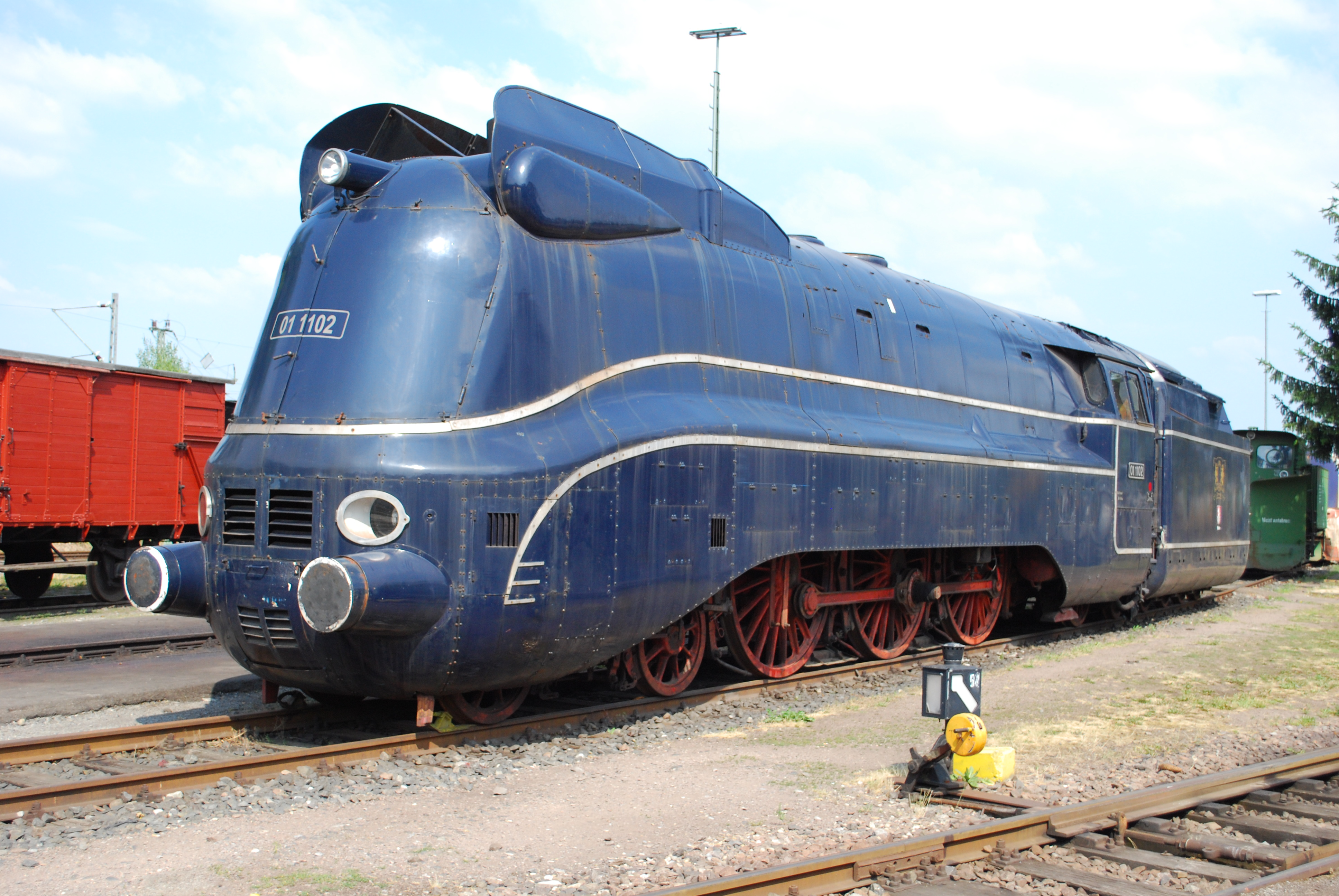
Stromlinienförmig verkleidete Baureihe 01.10 mit Windleitblechen auf dem Kessel, unmittelbar neben dem Schornstein
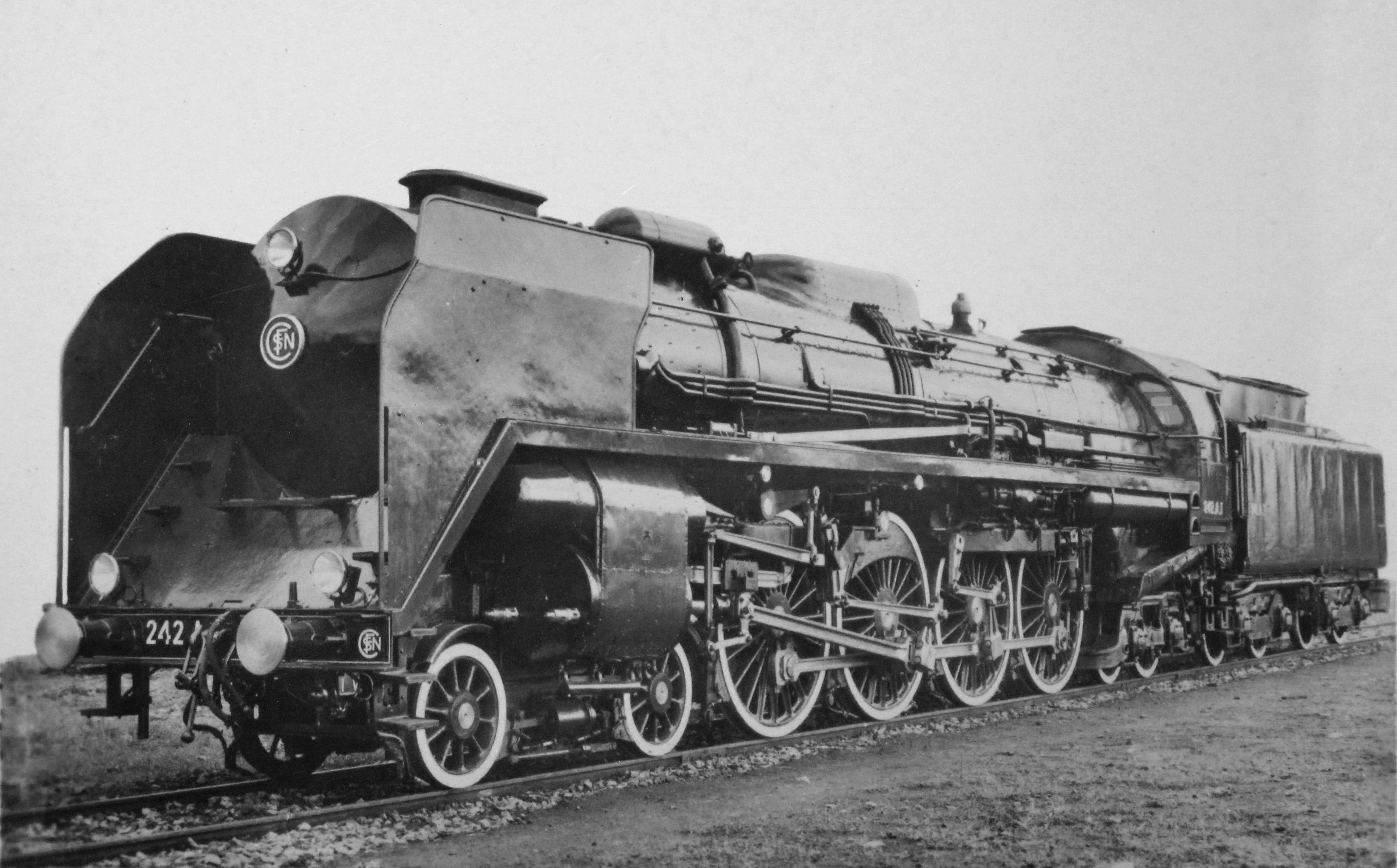
Französische SNCF 242 A 1 mit Windleitblechen
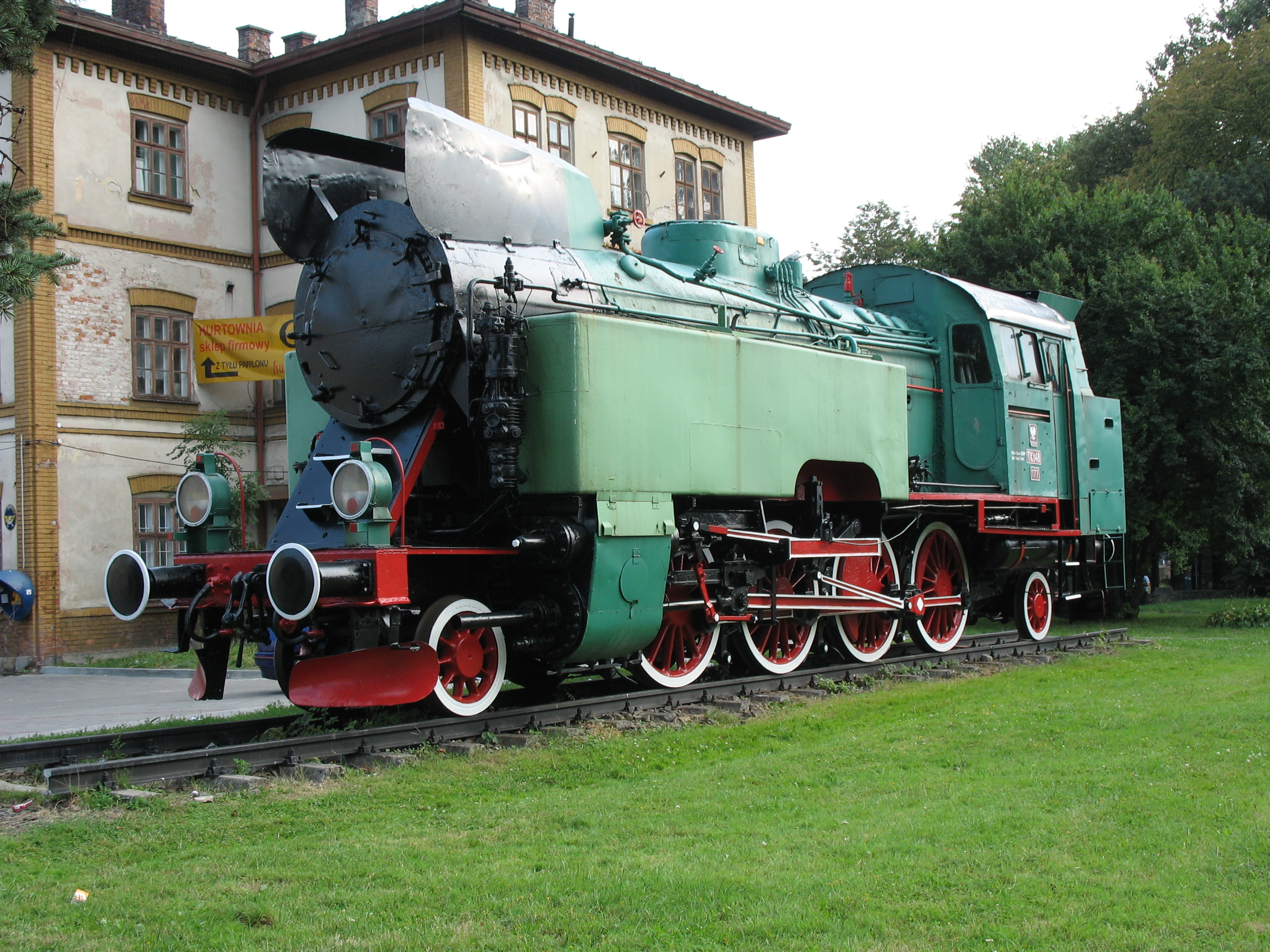
Polnische TKt 48 mit Windleitblechen auf dem Kessel